# Strug węglowy

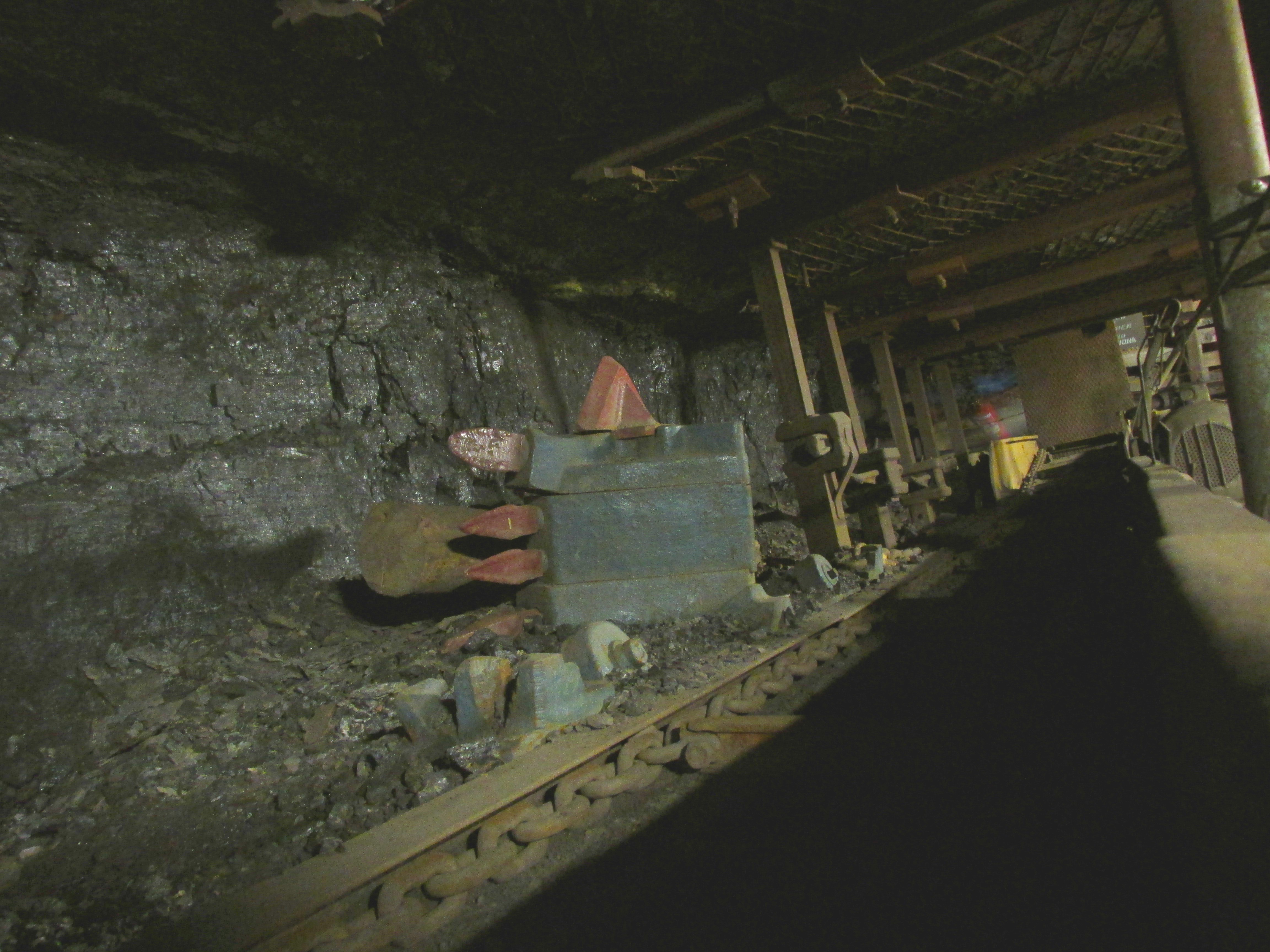
Strug węglowy ścianowy SWS-3 w kopalni Guido

Strug węglowy – urządzenie do urabiania kopalin, głównie węgla kamiennego w kopalniach głębinowych. Pracuje w systemie urabiania ścianowego. Składa się z głowicy urabiającej z ostrzami klinowymi, łańcucha strugowego, przenośnika z napędami, zespołu przesuwników wraz ze stacją zasilającą oraz z pomocniczych elementów z napędami do przesuwania, napinania i kotwiczenia przenośnika.
Urabianie odbywa się ostrzami klinowymi przez przeciągania głowicy łańcuchami wzdłuż czoła przodku, przy czym urobek kierowany jest odkładnią na przenośnik.